# Rufinus I.
Rufinus I. (griechisch: Rouphinos) († 293) war ein griechischer Bischof von Byzantion in den Jahren 284–293.
Rufinus war Nachfolger des Dometius. Über seine neunjährige Amtszeit, die in die Herrschaft des Kaisers Diokletian fällt, ist wenig bekannt. Sein Nachfolger wurde Probus, ein Sohn des Dometius.